# Leonard Medek
Leonard Medek (* 8. dubna 1962) je český spisovatel fantastiky.

## Život
Pochází z Prahy, kde v roce 1980 vystudoval obor zlatník.
Je synem surrealisticko dadaistického umělce Ivo Medka Kopaninského.

### Romány
- Půlnoční jezdec (1996) – Poprvé v nakladatelství: SAGA.
- Conan: Studna ghůlů (1997) – Poprvé v nakladatelství: Klub Julese Vernea.
- Runeround (1999) – Poprvé v nakladatelství: Klub Julese Vernea.
- Conan a velká hra (2000) – Poprvé v nakladatelství: Klub Julese Vernea.
- Archimagos (2000) – Pokračování knihy Runeround. Poprvé v nakladatelství: Klub Julese Vernea.
- Conan a meče zrady (2003) – Poprvé v nakladatelství: Klub Julese Vernea.
- Dobrodruh (2004) – Poprvé v nakladatelství: Straky na vrbě.
- Conan a Tarantijský tygr (2005) – Poprvé v nakladatelství: Klub Julese Vernea.
- Stín modrého býka (2005) – Společně s Františkou Vrbenskou. Poprvé v nakladatelství: Straky na vrbě.
- Stříbrný šíp (2005) – Poprvé v nakladatelství: Wales.
- Dobrodruh 2 Libyjská suita (2008) – Pokračování knihy Dobrodruh. Poprvé v nakladatelství: Straky na vrbě.
- Dobrodruh 3 Třetí triarcha (2011) – Pokračování knihy Dobrodruh. Poprvé v nakladatelství: Straky na vrbě.
- Dobrodruh 4 Ďáblova obrazárna (2017) – Pokračování knihy Dobrodruh. Poprvé v nakladatelství: Straky na vrbě.
- Taranitový triptych (2020) – Pokračování knihy Dobrodruh. Poprvé v nakladatelství: Straky na vrbě.

### Povídky
- Cizák ve městě (1997) – Poprvé v časopise Ikarie.
- Dvanáct černých kápí (1999) – Poprvé v časopise Ikarie.
- Dvanáct černých kápí (1999) – Poprvé v časopise Dech draka.
- Kopyta stepi (2000) – Poprvé v knize Noční setkání z nakladatelství: Slon.
- Ta správná strana zrcadla (2000) – Poprvé v časopise Dech draka.
- Krev jeho krve (2001) – Poprvé v knize Conan v bludišti zrcadel z nakladatelství: Straky na vrbě.
- Pierrův útěk (2001) – Poprvé v knize Proměna - Bohemiacon 2001 z nakladatelství: NAZCA.
- Kde nezní zvony (2002) – Poprvé v časopise Pevnost.
- Peklo pod palmami (2002) – Poprvé v časopise Pevnost.
- Pozůstatky Impéria (2002) – Poprvé v časopise Pevnost.
- Tragédie na Dzétě římská osm (2002) – Poprvé v knize Sborník Fantasy a Sci-fi povídek z nakladatelství: Straky na vrbě.
- Dary gabretského hřebce (2003) – Poprvé v časopise Pevnost.
- Dešťový muž (2003) – Poprvé v časopise Fantázia.
- Její pravá láska (2003) – Poprvé v knize Klášter slasti z nakladatelství: Straky na vrbě.
- Šero (2003) – Poprvé v knize 2003: Česká fantasy z nakladatelství: Mladá fronta.
- Punkva (2004) – Poprvé v knize Punk Fiction z nakladatelství: Mladá fronta.
- Pýcha Mocných (2004) – Poprvé v časopise Pevnost.
- Smeťonoš (2004) – Poprvé v knize Čas psanců z nakladatelství: Triton.
- Vrhači stínů (2004) – Poprvé v časopise Pevnost.
- Dům Hada (2005) – Poprvé v knize 2005: Česká fantasy z nakladatelství: Mladá fronta.
- Hádání o duši (2005) – Poprvé v časopise Pevnost.
- Země lvů (2005) – Poprvé v knize Písně temných věků z nakladatelství: Triton.
- A mezi své tupohlavé… (2005) – Poprvé v knize Kostky jsou vrženy z nakladatelství: Straky na vrbě.
- Kalné víry Rhenu (2006) – Společně s Františkou Vrbenskou. Poprvé v knize Legendy české fantasy z nakladatelství: Triton.
- Pátý věk (2007) – Poprvé v časopise Pevnost.